# Camillo Boll
Camillo Boll est un attaquant international suisse de rink hockey, né le 20 mars 1995. 

## Palmarès
En 2016, il participe au championnat d'Europe.

### Référence
1. ↑  (pt) Convocados